# 커널 샌더스의 저주

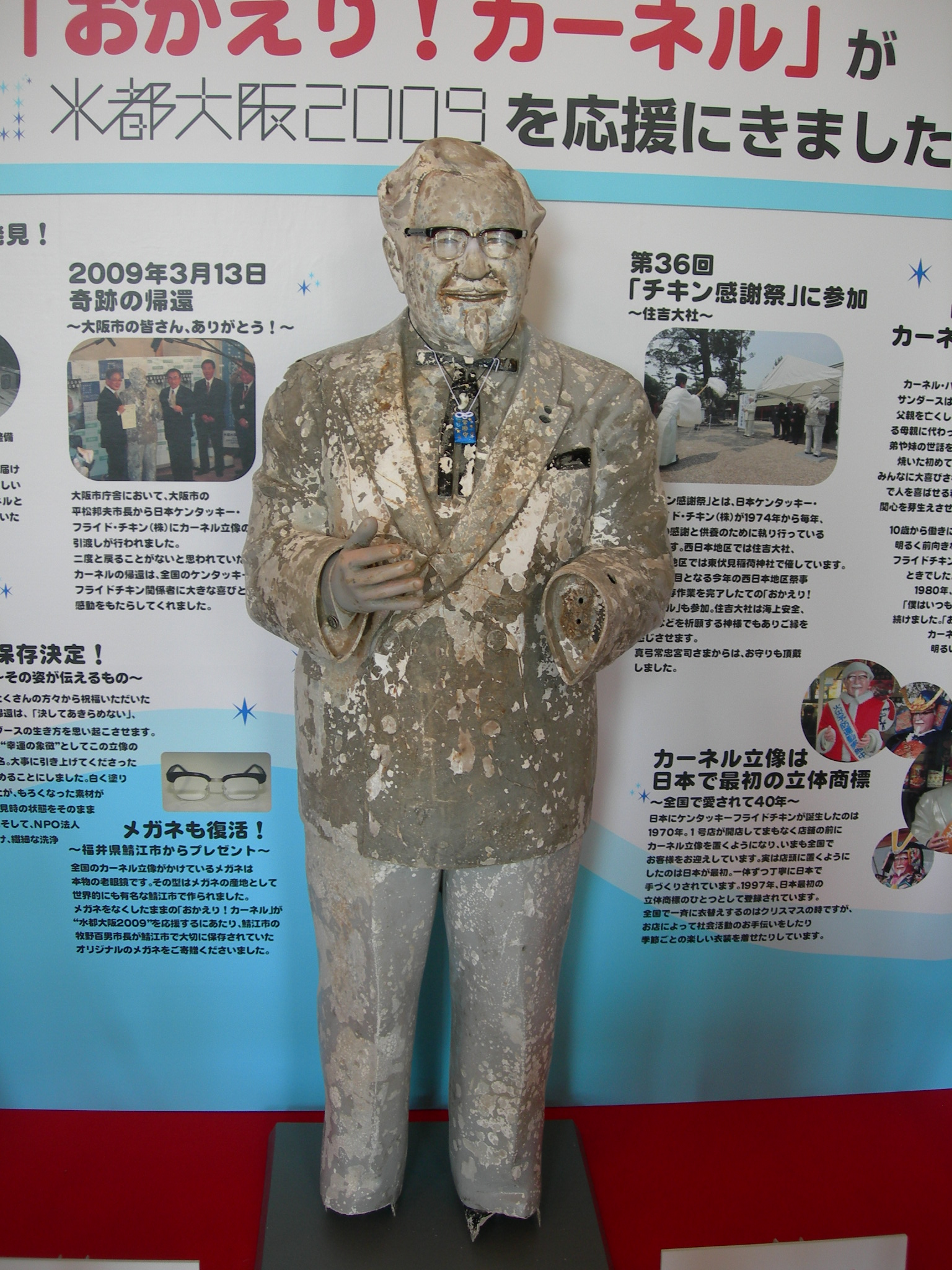
2009년 도톤보리 강에서 잠수부에 의해 다시 건져진 커널 샌더스 상

커널 샌더스의 저주(일본어: カーネル・サンダースの呪い カーネルサンダースののろい[*])는 1985년 10월 16일에 21년만의 리그 우승에 환희한 일본 프로 야구 구단 한신 타이거스의 팬이 켄터키 프라이드 치킨 도톤보리의 매장에 설치되어 있던 커널 샌더스 상을 도톤보리 강에 던진 이후 일본 시리즈에서 단 한번도 우승하지 못하고 있는 도시전설이다. "커널 샌더스상의 저주", "커널 인형의 저주", 또는 단순히 "커널의 저주" 등이라고도 한다.

## 개요
1985년 10월 16일 한신의 센트럴 리그 우승이 확정되었을 때, 흥분한 팬이 오사카부 오사카시 미나미구(현재는 주오구) 도톤보리에 있는 켄터키 프라이드 치킨 도톤보리점(현재 폐점)의 커널 상을 당시 외국인 선수였던 랜디 바스에 비유해 점원의 제지를 뿌리치고 훔쳐(이 때 점원에게 폭행을 가했다) 헹가래를 한 후에 도톤보리 강에 던졌다. 커널 상은 수면 위로 부상하지 않았고, 이후 수 년에 한 번씩 오사카 시가 시행하던 도톤보리 강 바닥 청소 작업(배를 사용하여 폐수와 쓰레기 등을 제거하는 작업)에서도 동상은 발견되지 않았다.
이 사건 이후 한신은 부진에 성적 부진에 빠져 18년 간 리그 우승에서 멀어졌다. 이를 커널 샌더스의 저주라고 부르는 팬이 생겨났으며 도시전설로 자리잡았다. 도시전설로 자리잡은 계기는 1988년 3월에 방송된 아사히 방송의 버라이어티 프로그램 〈탐정! 나이트 스쿠프〉를 들 수 있다. 한편 커널 동상이 2009년 3월에 발견되어 큰 반향을 불러오기도 했다.

## 도시전설

### 페넌트 레이스 및 주요 선수들에게 미친 영향
우승 다음 해인 1986년 스트라이크 존 변경에 따른 영향도 있어 한신은 연패를 기대했으나 반대로 개막전에서 요코하마 다이요 웨일스에게 3연패를 당했다. 그 후 한신은 복조했지만 주력인 가케후 마사유키가 사구로 인한 골절로 계속된 부상, 에이스인 이케다 지카후사가 베이스 커버를 할 때 골절로 전선에서 이탈하면서 전력이 제대로 갖추어지지 못한 채 페넌트 레이스를 진행했다. 특히 가케후는 데드볼의 영향으로 1988년 현역에서 은퇴했다. 한편 한신은 시즌 중 7연승과 9연승의 대형 연승을 거두었으나 모두 다이요에게 멈추어지며 결국 히로시마, 요미우리에게 크게 뒤쳐진 3위로 시즌을 끝냈다. 그러나 이 때는 아직 '커널 샌더스의 저주'라는 말은 없었다.
이듬해인 1987년에는 구단 사상 최저 승률인 .331을 기록했다. 이 해 니혼 TV의 뉴스 프로그램인 《줌 인! 아침》에는 중계 대상인 요미우리 TV의 아나운서 신보 지로, 모리 다케시가 한신이 질 때마다 "고통이네"라고 하며 한탄, 유행어 대상에서 은상을 차지하기도 했다.
1988년에는 바스가 아들의 질병 치료 문제를 두고 구단과 대립해 퇴단한 후 은퇴, 이에 책임을 지고 구단 대표가 투신 자살하는 등 한신의 침체가 이어졌다. 이후 침체에서 벗어나 2003년과 2005년에는 리그 우승을 차지했지만 모두 일본 시리즈에서 퍼시픽 리그 팀에게 패배했다. 특히 2005년에는 지바 롯데 마린스에게 4연패를 당했으며 1~3차전 각 10실점에 33실점한데 비해 단 4득점에 그치고 말았다. 1985년 이후 일본시리즈를 우승한 적은 한 번도 없다. 또한 2007년부터 시작된 클라이맥스 시리즈에도 출전했으나 2007년·2008년·2010년·2013년 모두 첫 스테이지에서 탈락하였으나 2005년 이후 9년만에 일본 시리즈에 진출했음에도 불구하고 1승 후 4연패로 소프트뱅크에게 우승을 내주고 말았으며 특히 마지막 5차전에서 니시오카 쓰요시의 수비방해로 인해 경기가 끝나고 말았다.
2013년 CS에서 한신은 2연패로 탈락했는데 2007년 CS 도입 이후 네 차례 출전하여 한 번도 첫 스테이지를 돌파하지 못한 채 통산 1승 8패라는 참혹한 성적을 남겼다.

### 한신의 드래프트 회의
또한 한신은 일본 제일의 전년도, 즉 '커널 수난'의 전년인 1984년에 1순위 경쟁을 벌였던 시마다 아키히로의 교섭권을 추첨을 통해 얻어낸 것을 마지막으로 이후 12번의 드래프트 1순위 지명 경쟁에서 이긴 적이 없었다. 자세한 내용은 다음과 같다(표기는 드래프트 회의 연도 - 지명 선수 - 교섭권 획득 구단의 순서).
- 1985년 - 기요하라 가즈히로(세이부)
- 1986년 - 곤도 신이치(주니치)
- 1987년 - 가와시마 겐(히로시마)
- 1989년 - 노모 히데오(긴테쓰 버펄로스)
- 1990년 - 고이케 히데오(지바 롯데)
- 1992년 - 마쓰이 히데키(요미우리)
- 2006년 고교생 - 도노우에 나오미치(주니치)
- 2007년 고교생 - 나카타 쇼(닛폰햄)
- 2007년 대학생·사회인 - 오바 쇼타(소프트뱅크)
- 2008년 - 마쓰모토 겐지로(요코하마)
- 2009년 - 기쿠치 유세이(세이부)
- 2010년 - 오이시 다쓰야(세이부)

또한 2008년에는 마쓰모토의 교섭권 획득에 실패한 뒤 재지명한 후지와라 히로미치의 교섭권 획득에도 실패했다. 하지만 나카타의 교섭권 획득에 실패한 후 재지명한 다카하마 다쿠야의 교섭권은 획득했다.
한편 이 징크스는 2012년 드래프트에서 후지나미 신타로의 교섭권을 둘러싼 경쟁에서 승리하며 중단되었다.

## '커널의 저주'와 커널 상을 소재로 하는 작품
2006년 여름에 개봉된 영화 일본침몰에서는 수몰 후 오사카 시내의 커널 상에 한신의 유니폼이 착용된 상태로 확실하게 존재하고 있다.

## 같이 보기
- 밤비노의 저주
- 염소의 저주